# Білі Береги (Володимир)
Білі Береги — колишнє село у сучасних межах села Заріччя Володимирської міської громади (вулиця Білобережна).
Найдавніші сліди поселень — VI—VII століття. Археологи також знаходили бивень мамонта та урнове кремаційне поховання.
За руських часів належало володимирським владикам. Пізніше належало до Лисаковських і Ледуховських. На території села розташовувались Прокопівська церква та монастир Апостолів.
Наприкінці XIX ст. було 39 будинків і 101 житель. На початок ХХ століття — 42 будинки, 147 мешканців.
Належало до Вербської волості Володимир-Волинського повіту.
1 серпня 1925 року село приєднане до Володимира. 4 лютого 1940 року ухвалено постанову Володимир-Волинського районного виконавчого комітету «Про утворення сільських рад на території Володимир-Волинської району» знову виокремлено в окремий населений пункт та центр сільської ради. Також отримало назву Червоні Береги.
Після 1947 року повторно приєднане до міста.